# Courcy
Courcy é uma comuna francesa na região administrativa da Normandia, no departamento Calvados. Estende-se por uma área de 8,94 km². Em 2010 a comuna tinha 134 habitantes (densidade: 15 hab./km²).